# 4番街/9丁目駅
4番街/9丁目駅（4ばんがい/9ちょうめえき、英語: Fourth Avenue/Ninth Street）はニューヨーク市地下鉄BMT4番街線とINDカルバー線の乗換駅である。ブルックリン区パーク・スロープとゴワナスに跨がる4番街と9丁目の交差点に位置し以下の系統が停車する。
- F系統・G系統・R系統：終日
- D系統・N系統：深夜帯
- W系統：ラッシュ時

当駅はINDの4番街駅と、BMTの9丁目駅からなる乗換駅である。また、当初は別の駅として開業した名残からか両駅とも急行通過駅となっている。

## 駅構造
| 2F | 相対式ホーム、右側の扉が開く。 | 相対式ホーム、右側の扉が開く。 |
| 2F | 北行緩行線                     | ← ジャマイカ-179丁目駅行き（スミス・ストリート-9丁目駅） ← コート・スクエア駅行き（スミス・ストリート-9丁目駅） |
| 2F | 北行急行線                     | ← 通過 |
| 2F | 南行急行線                     | → 通過 → |
| 2F | 南行緩行線                     | → カルバー線経由コニー・アイランド駅行き（7番街駅）→ チャーチ・アベニュー駅行き（7番街駅）→ |
| 2F | 相対式ホーム、右側の扉が開く。 | |
| 1F | 改札階                         | ホーム間連絡通路 |
| 1F | 改札階                         | 出入口、改札口、駅員詰所、メトロカード自動販売機 |
| G  | 地上階                         | 出入口 |
| B1 | 東改札階                       | 北行ホーム改札口、メトロカード自動販売機 |
| B1 | 相対式ホーム、右側の扉が開く。 | |
| B1 | 北行緩行線                     | ← 深夜帯：ノーウッド-205丁目駅行き（ユニオン・ストリート駅） ← 深夜帯：アストリア-ディトマース・ブールバード駅行き（ユニオン・ストリート駅） ← 深夜帯以外：フォレスト・ヒルズ-71番街駅行き（ユニオン・ストリート駅） ← 深夜帯：ホワイトホール・ストリート-サウス・フェリー駅行き（ユニオン・ストリート駅） ← ラッシュ時：アストリア-ディトマース・ブールバード駅行き（ユニオン・ストリート駅） |
| B1 | 北行急行線                     | ← 深夜帯以外：通過 |
| B1 | 南行急行線                     | → 深夜帯以外：通過 → |
| B1 | 南行緩行線                     | → 深夜帯：ウェスト・エンド線経由コニー・アイランド駅行き（プロスペクト・アベニュー駅）→ 深夜帯：シー・ビーチ線経由コニー・アイランド駅行き（プロスペクト・アベニュー駅）→ ベイ・リッジ-95丁目駅行き（プロスペクト・アベニュー駅）→ ラッシュ時：86丁目駅行き（プロスペクト・アベニュー駅）→ |
| B1 | 相対式ホーム、右側の扉が開く。 | |
| B1 | 西改札階                       | 南行ホーム改札口、メトロカード自動販売機 |

### 出口
| 場所                         | 種類 | 数  | 接続ホーム                            |
| ---------------------------- | ---- | --- | ------------------------------------- |
| 9丁目と10丁目の間、4番街西側 | 階段 | 1つ | 4番街線南行ホームカルバー線南北ホーム |
| 9丁目と10丁目の間、4番街東側 | 階段 | 1つ | 4番街線北行ホームカルバー線南北ホーム |
| 4番街と9丁目の交差点北西     | 階段 | 1つ | 4番街線南行ホーム                     |
| 4番街と9丁目の交差点北東     | 階段 | 1つ | 4番街線北行ホーム                     |
| 4番街と10丁目の交差点北西    | 階段 | 1つ | 4番街線南行ホームカルバー線南北ホーム |

駅には出入口が5箇所ある。9丁目と10丁目の間、4番街の東西に位置する出入口からはカルバー線南北ホームと4番街線（4番街西側は南行ホーム、東側は北行ホーム）に接続している。また、4番街と10丁目の交差点北西の出入口からもカルバー線南北ホームと4番街線南行ホームに接続している。4番街と9丁目の交差点北西・北東の出入口からは4番街線にのみ接続しており、北西側は南行ホームに、北東側は北行ホームに接続している。なお、すべてのホームが改札内で接続しているが、4番街線は改札内で南北ホーム間を行き来する際はカルバー線ホームを通る必要がある。

## INDカルバー線
INDカルバー線4番街駅（4ばんがいえき、英語: Fourth Avenue）は1933年10月7日に開業した相対式ホーム2面と急行線2線・緩行線2線を有した2面4線の高架駅である。中央の急行線は定期旅客列車の通過は無く、ホームは有効長がIND標準の660フィート（約201メートル）で幅が16フィート（約5メートル）である。
改札口はホームの下、地上階に存在しホームからは3つの階段が接続している。改札外にはきっぷ売り場と出口が2箇所あり、1箇所は4番街西側に、もう1箇所は10丁目北側に出ることができる。両出入口にはINDのオリジナルの「SUBWAY」サインがあり、改札口にはモザイクを用いて「To Coney Island」と「To Manhattan」と書かれた方面案内がある。
駅の西側には急行線・緩行線間が行き来可能な分岐器が設置されているほか、かつては当駅で折り返しが可能なように南北急行線の間に引上線があったが、2007年から2013年にかけてのカルバー高架線の改修の際に撤去されている。駅の東側では線路はトンネルに入る。東隣の7番街駅は地下駅であるが当駅から7番街駅にかけては地面が上り勾配となっており（故にこの地区の名前がパーク・"スロープ"となった）、海抜高度で見ると地下駅である7番街駅の方が高架駅である当駅よりも高い位置にあるという一見不思議な位置関係となっている。

### 改修
2007年、MTAはカルバー高架線の改修プロジェクトを発表した。このプロジェクトではキャロル・ストリートからディトマース・アベニューの北までの区間を一気に改修し、当駅と西隣のスミス・ストリート-9丁目駅は2013年4月に改修が終了し営業を再開した。
2009年7月4日以前はG系統は西隣のスミス・ストリート-9丁目駅止まりとなっていた。しかし、スミス・ストリート-9丁目駅には折り返し設備が無かったため、一度当駅まで回送し、駅西側で南行急行線に転線し留置、時間になり次第折り返し北行急行線・北行緩行線へと順番に転線しスミス・ストリート-9丁目駅まで回送、そこから北行G系統として運転されていた。高架線の改修が始まると2009年7月5日にG系統はチャーチ・アベニュー駅まで臨時で運転区間を延長、2012年7月19日にはMTAがチャーチ・アベニュー駅までの延長を臨時ではなく定期化すると発表し現在の運行形態となっている。

### 画像

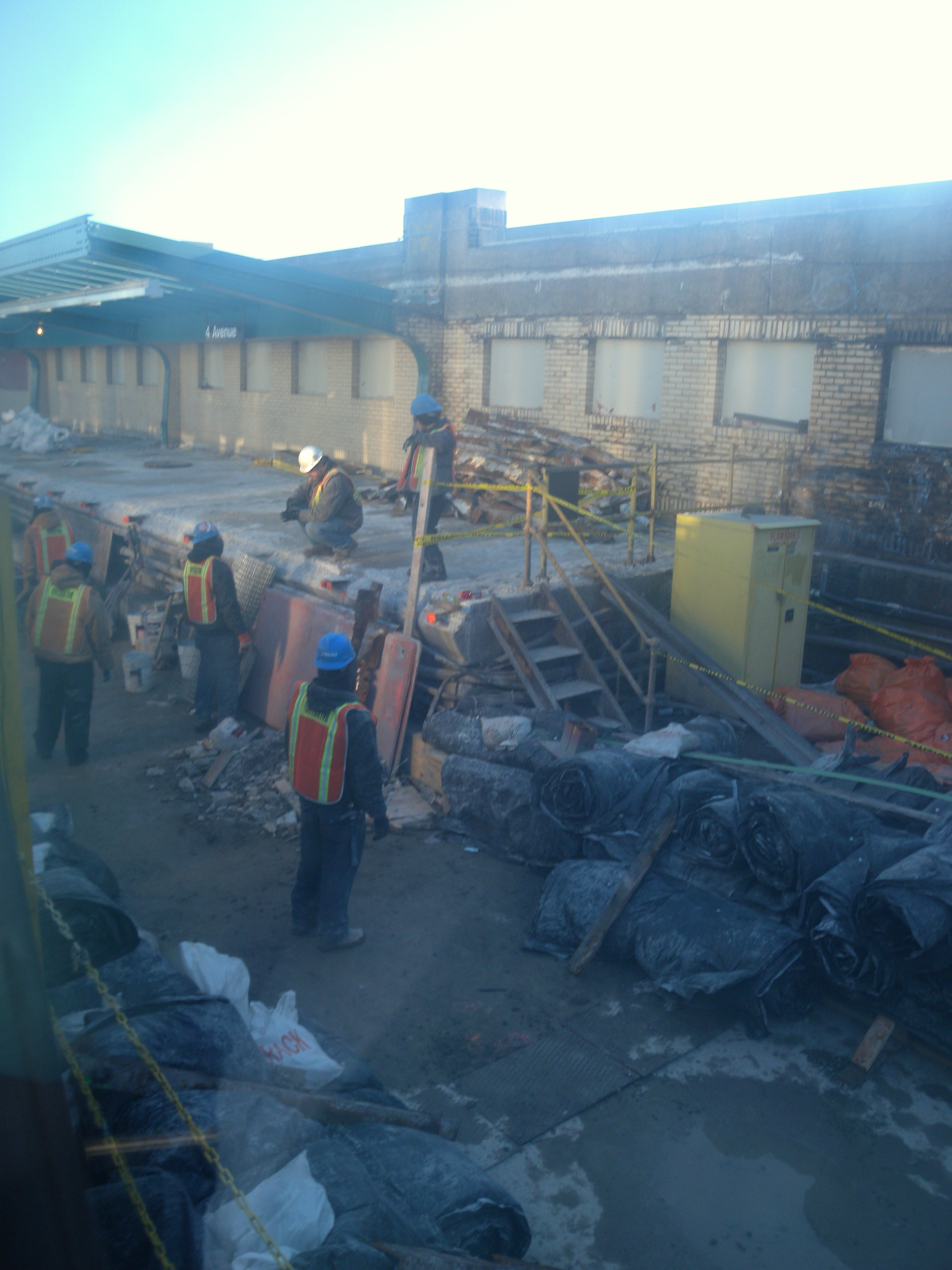
改修工事中、古いホームの解体風景
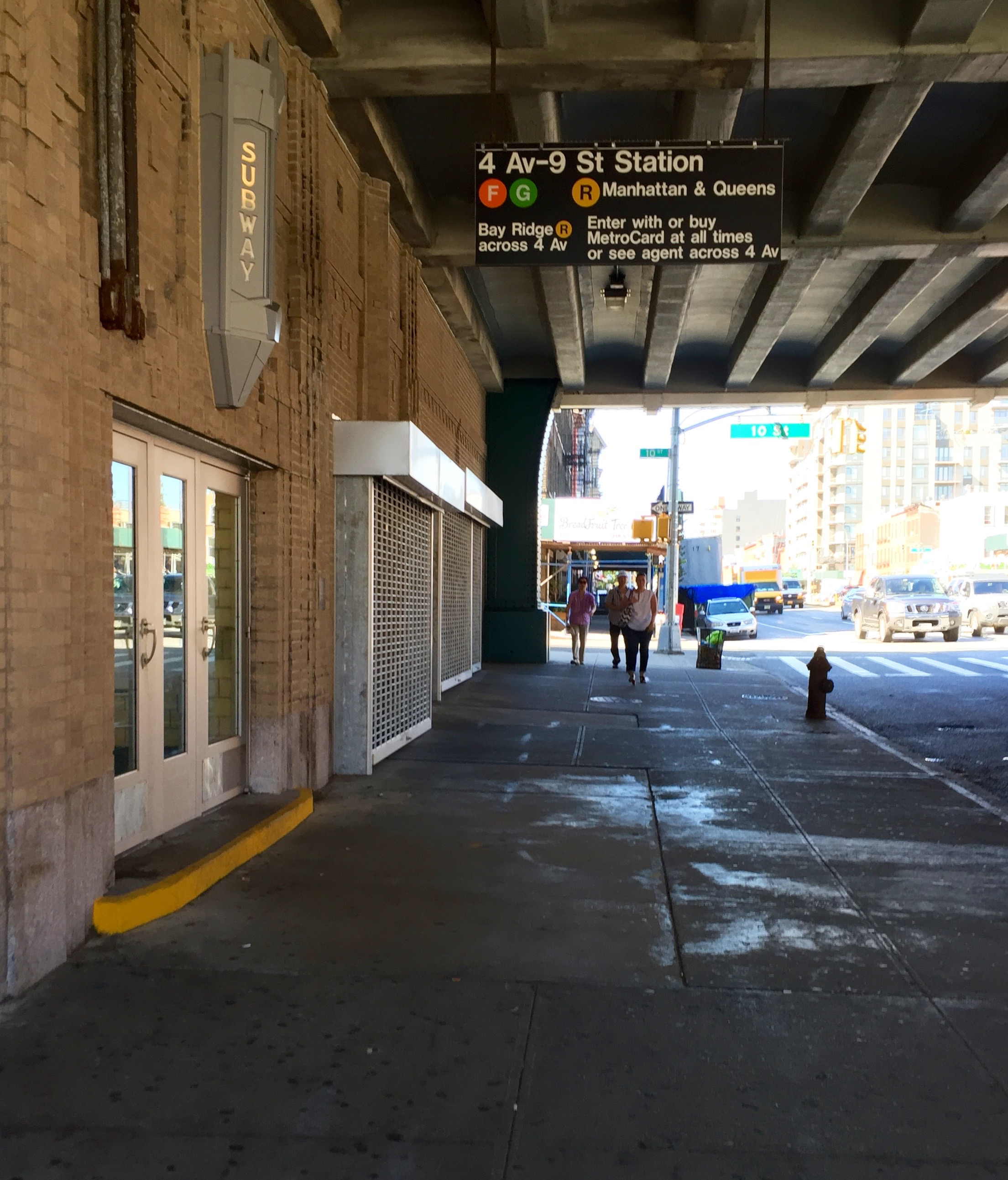
カルバー線駅舎への入口
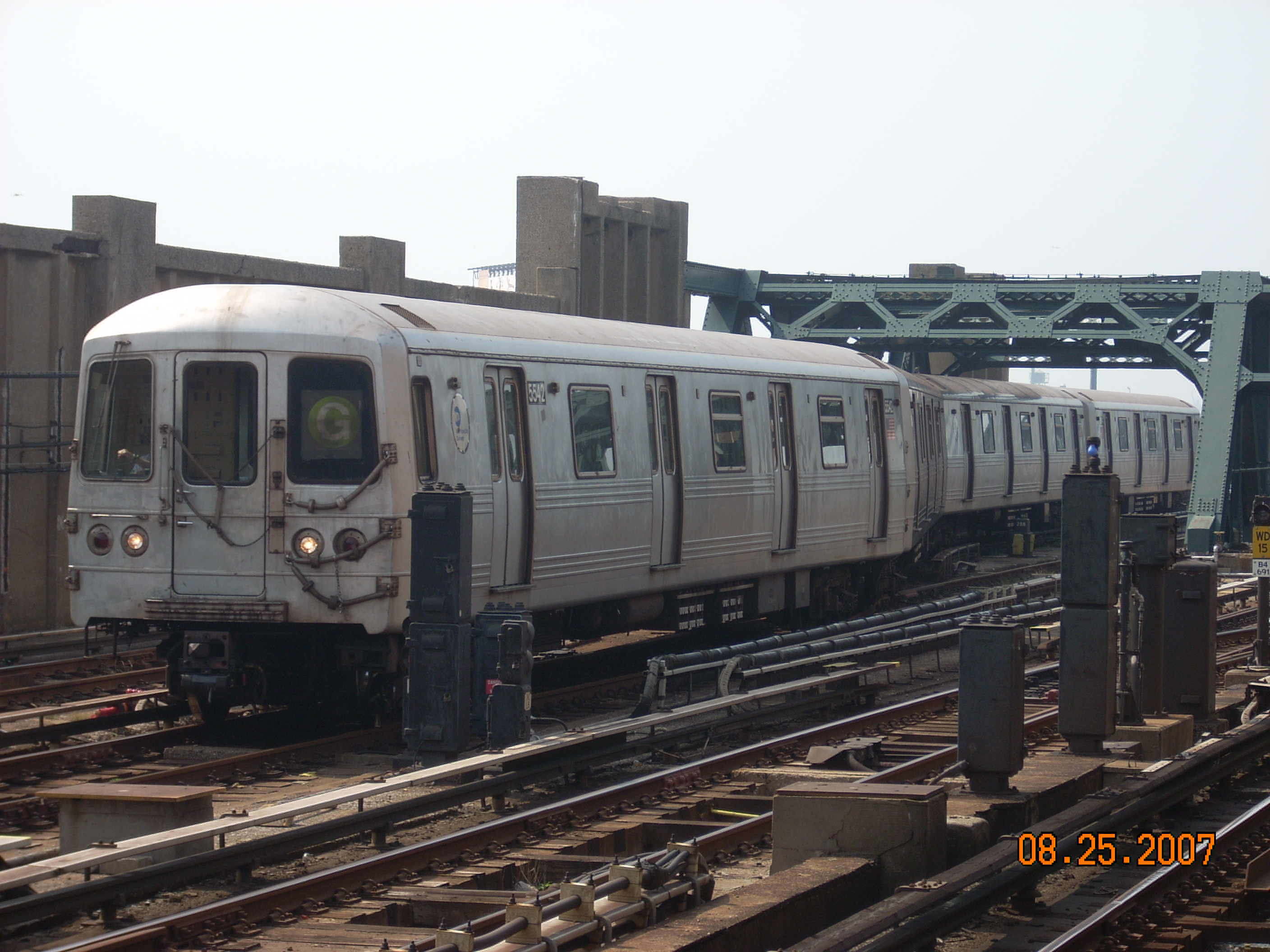
当駅にて折り返し作業中のスミス・ストリート-9丁目駅止まりのR46電車の回送G系統
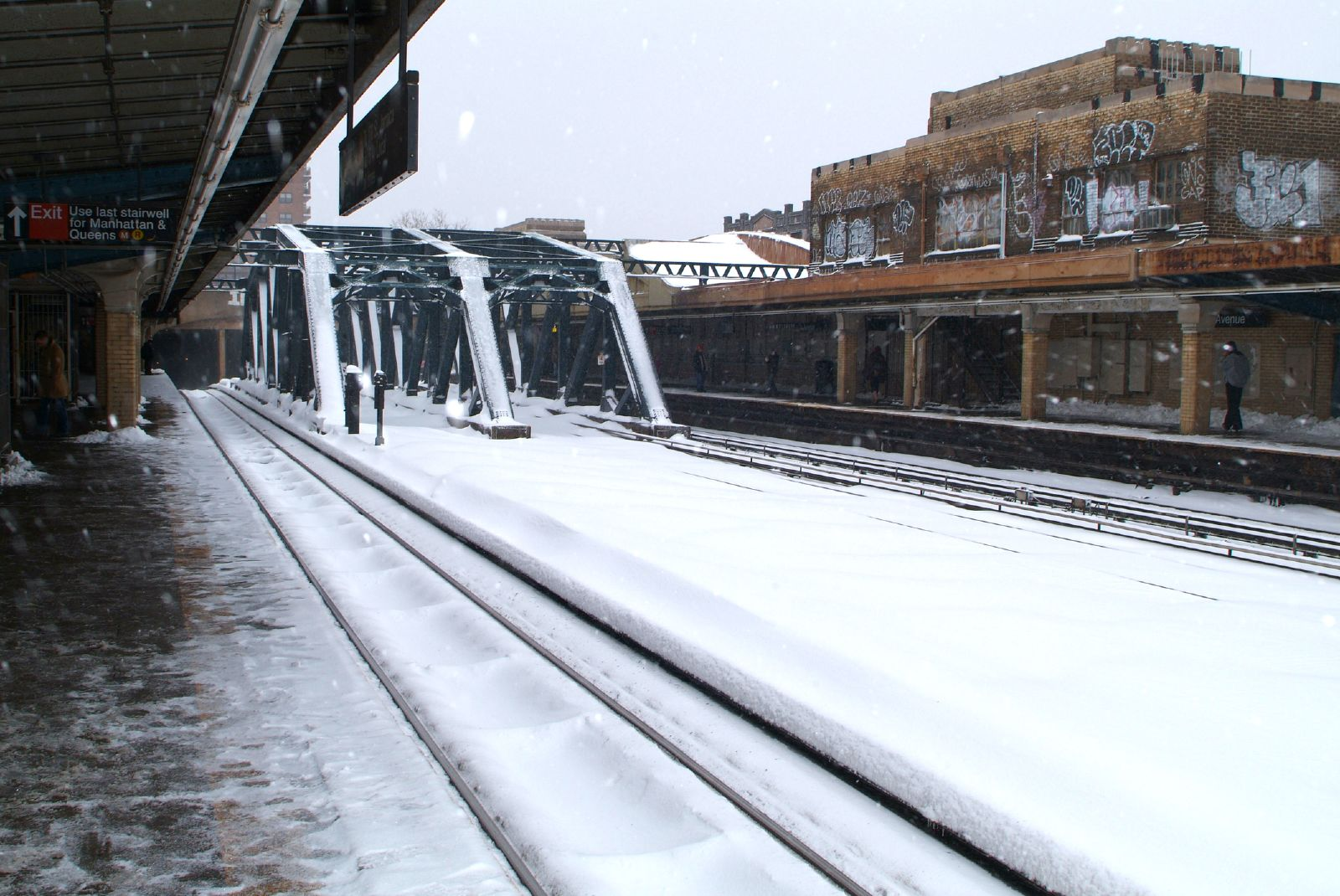
雪の積もった駅ホーム

## BMT4番街線
BMT4番街線9丁目駅（9ちょうめえき、英語: Ninth Street）は1915年6月22日に開業した相対式ホーム2面と急行線2線・緩行線2線を有した2面4線の地下駅である。
南北ホームの壁面は1970年代の改装工事時に設置された白いタイルで覆われており、駅名標の設置されている部分のみ黄色のタイルになっている。ホームは1960年代に長い編成の入線に対応するために延長工事を行っている。
改札口は南北ホームそれぞれの中央にあり、北行ホーム側の改札口には回転式改札機ときっぷ売り場、4番街と9丁目の交差点北東への階段があり、南行ホーム側の改札口には出場専用の改札機が2つと入出場兼用の改札機が4つ、4番街と9丁目の交差点北西への階段がある。また、ホーム南側には駅舎への階段と改札口がある。南行ホーム側の改札口は稼働しているが北行ホーム側の改札口は閉鎖されている。

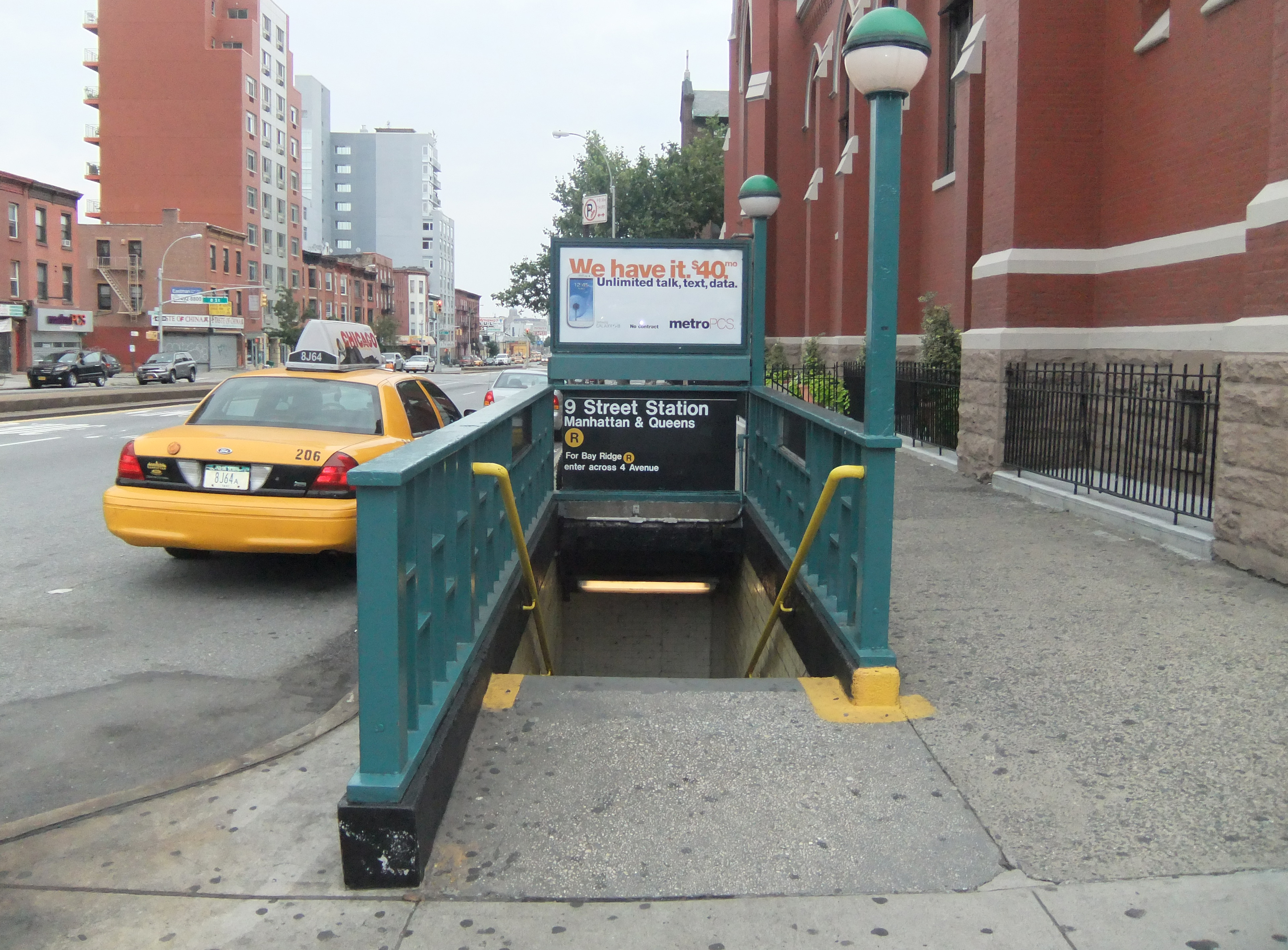
4番街と9丁目の交差点北東の階段